# Myiomma
Myiomma is een geslacht van wantsen uit de familie van de Miridae (blindwantsen). Het geslacht werd voor het eerst wetenschappelijk beschreven door Auguste Puton in 1872.

## Soorten
Het genus bevat de volgende soorten:

- Myiomma adusta Herczek, 2004
- Myiomma affinis (Hoberlandt, 1952)
- Myiomma albalata Namyatova & Cassis, 2016
- Myiomma albicoxa Smith, 1967
- Myiomma albiscutellata Smith, 1967
- Myiomma albostiolata Krüger, 2018
- Myiomma altica Ren, 1987
- Myiomma amaranion Herczek & Popov, 2006
- Myiomma apicalis Henry & Carpintero, 2012
- Myiomma argentinensis Henry & Carpintero, 2012
- Myiomma austroccidens Yasunaga, Yamada & Tsai, 2017
- Myiomma basseti Namyatova & Cassis, 2016
- Myiomma belavadii Yeshwanth, Chérot & Henry, 2021
- Myiomma binotata Henry & Carpintero, 2012
- Myiomma brasilianum T. Henry, 1979
- Myiomma bredoi Akingbohungbe, 1996
- Myiomma brunnea Krüger, 2018
- Myiomma capeneri Slater & Schuh, 1969
- Myiomma capitatum T. Henry, 1979
- Myiomma choui C.S. Lin & C.T. Yang, 2004
- Myiomma cixiiforme (Uhler, 1891)
- Myiomma cobbeni Akingbohungbe, 2003
- Myiomma confusa Akingbohungbe, 1996
- Myiomma dundoensis (Hoberlandt, 1952)
- Myiomma fasciata Smith, 1967
- Myiomma ferruginea Akingbohungbe, 1996
- Myiomma fieberi Puton, 1872
- Myiomma fulva Smith, 1967
- Myiomma fuscipes Krüger, 2018
- Myiomma fusiforme T. Henry, 1979
- Myiomma goellneri Krüger, 2018
- Myiomma hemialba (Carvalho, 1951)
- Myiomma impunctata Smith, 1967
- Myiomma jankotejai Herczek & Popov, 2006
- Myiomma juniperina Linnavuori, 1975
- Myiomma keltoni T. Henry, 1984
- Myiomma kentingense Yasunaga, Yamada & Tsai, 2017
- Myiomma kukai Yasunaga & Hayashi, 2002
- Myiomma lansburyi (Carvalho, 1951)
- Myiomma latifrons Herczek, 2004
- Myiomma linearis Akingbohungbe, 1996
- Myiomma lutea McAtee & Malloch, 1932
- Myiomma maculata Akingbohungbe, 2003
- Myiomma mexicanum T. Henry, 1979
- Myiomma milleri (Hoberlandt, 1959)
- Myiomma minor Akingbohungbe, 1996
- Myiomma minutum Miyamoto, 1965
- Myiomma montana Linnavuori, 1975
- Myiomma nigra Smith, 1967
- Myiomma nigricollis Akingbohungbe, 2006
- Myiomma obscura Akingbohungbe, 1996
- Myiomma ornatum T. Henry, 1979
- Myiomma ostentans Akingbohungbe, 1996
- Myiomma pallidopleura Henry & Carpintero, 2012
- Myiomma pallipes Henry & Carpintero, 2012
- Myiomma phuvasae Yasunaga, Duanthisan & Yamada, 2016
- Myiomma piceicola Akingbohungbe, 1996
- Myiomma qinlingensis Qi, 2005
- Myiomma ramamurthyi Yeshwanth, Chérot & Henry, 2021
- Myiomma rubida Akingbohungbe, 1996
- Myiomma rubra Smith, 1967
- Myiomma rubrooculatum T. Henry, 1979
- Myiomma rubrovenata Smith, 1967
- Myiomma samuelsoni Miyamoto, 1965
- Myiomma schmitzi Slater, 1976
- Myiomma schuhi T. Henry, 1979
- Myiomma scotti Herczek, 2004
- Myiomma scutellata Henry & Carpintero, 2012
- Myiomma semipallidum T. Henry, 1979
- Myiomma surinamensis (Carvalho & Rosas, 1962)
- Myiomma takahashii Yasunaga & Hayashi, 2002
- Myiomma uniformis Henry & Carpintero, 2012
- Myiomma ussuriensis Ostapenko, 2001
- Myiomma variabilis Krüger, 2018
- Myiomma verticata Smith, 1967
- Myiomma vittata McAtee & Malloch, 1932
- Myiomma vittaticornis Akingbohungbe, 1996
- Myiomma voigti (Popov & Herczek, 1992)
- Myiomma zandeana Linnavuori, 1975
- Myiomma zhengi C.S. Lin & C.T. Yang, 2004